# 化学史
化學史的範圍從遠古時代一直延伸到今日。在西元前100000年左右，各個古文明的科技，像是從礦石提煉金屬、製作陶器、釀酒、製作顏料、從植物中提取香料和藥物、製備奶酪、染布、製革、將脂肪轉化為肥皂、製造玻璃、製作像青銅器與其他合金等等，後來都成化學各分支的基礎。
煉金術被視為化學的先導科學，但它無法合理地解釋物質，以及物質轉變的現象。經過歷史的推演，哲学不能解释物质的本原和转化规律。炼金术同样失败了，但是它的实验奠定了化学学科的基础。炼金术和化学的分界线被认为是玻意耳于1661年的著作《怀疑的化学家》正式成立。拉瓦锡创立了质量守恒定律，它说明了化学反应中的质量关系。化学史就是化学这门科学从古到今发展的历史。

## 古代化學史

### 古代冶金
人類最早使用的金屬似乎是金。考古學家曾經在位於西班牙，大約屬於公元前40,000年的舊石器時代晚期的洞穴遺跡中，發現少量的自然金。
銀、銅、錫和隕鐵也可以在大自然中找到，因而在古文明中產生了最基本的冶金工程。大約在公元前3,000年，古埃及人利用隕鐵製作的武器被贊譽為“來自天堂的匕首”。
原始人类为了生存，以及在与自然灾害斗争中，发现了火，并加以利用。人类从开始使用火之日起，就从野蛮时代进入了文明时代並开始了认识和改造、利用物质的过程，編織了化学史的序章。燃烧本質上就是一种化学反應，人类最初运用火來熟食、取暖、驱赶野兽；
在接下来的千年时间里，人类陆续发现了一些化学反應，例如发现在孔雀石配制的溶液里面加入铁，会有红色的铜生成，“曾青得铁，则化为铜，外化而内不变”。另外，人们创造的一些生产技术，也属于化学反应的范畴，例如制陶、冶炼，以及酿造、染色等等。但是，古人对大部分的化学反应的理解仅仅限于最表面的现象，没有深入原理进行探究，因此化学这一学科尚未真正形成。

### 青銅器時代
青铜器时代，在考古学上是以使用青铜器为标志的人类文化发展的一个阶段。青铜是铜和锡的合金，因为其氧化物颜色青灰，故名青铜。由于青铜的熔点比较低，约为800℃，硬度高，为铜或锡的2倍多，所以容易融化和铸造成型。
青铜时代初期，青铜器具比重较小，甚或以石器为主，进入中后期，比重逐步增加。自有了青铜器和随之的增加，农业和手工业的生产力水平提高，物质生活条件也渐渐丰富。青铜铸造术的发明，与石器时代相比，起了划时代的作用。
青銅時代的特色是青銅的廣泛使用，即利用銅與錫、鉛、銻或砷的合金製作工具和武器。

### 鐵器時代
铁器时代是考古學上继青铜器时代之后的一个人类社会发展时代。这是在实际上所说的铁器时代是指的早期阶段，在晚期各国都已经进入了有文字记载的文明时代，也就多以各国的朝代来称呼其时代。当时人們已能冶铁和製造鐵器作为生产工具。其與之前時代的主要區別在於農業發展，宗教信仰與文化模式。
不同地區進入鐵器時代的時間有所不同，即使同在歐洲，日耳曼地區和羅馬進入鐵器時代的時間亦有所不同。世界上最早进入铁器时代的是赫梯王国，大约在公元前十四世纪年左右。中国在春秋（公元前五世纪）末年，大部分地区已使用铁器。
雖然各地區進鐵器時代的時間不盡相同，亦難以以準確的年份標示，但鐵器時代與之前時代的區別仍是十分明顯的。鐵器時代是指已經能運用很複雜的金屬加工來生产鐵器。鐵的硬度，高熔點與鐵礦的高蘊含量，使得鐵相對青銅來說來得便宜及可在各方面運用，所以其需求很快便遠超青銅。
在美洲及大洋洲的鐵器時代並不是發展自青銅器時代，因為鐵的運用是由歐洲探險家傳入的。

### 古代經典與原子論
古人也曾经试图用哲学解释为什么不同的物质有不同的颜色、状态、密度、气味，为什么不同的物质暴露在空气中有不同的反应，等等。这些努力，使得古人对自然以及基础的化学原理有了初步的认知。通常这些理论认为物质由一些基本的元素构成，例如水、空气、土、火、光，以及更加抽象的如能量、意识、以太等等。例如，在古希腊、古印度以及玛雅文化中都认为水、土、火、气是基本的元素，在中国则有五行说，认为金、木、水、火、土为基本的元素。而关于物质结构的原子论，最早可以追溯到古希腊和古印度。  古希腊的原子论可以追溯到公元前440年。公元前50年，由罗马人卢克莱修所著 的书籍《物性论》中对原子论有了较系统的表述。
这本书的思想可以追溯到古希腊哲学家德谟克利特和留基伯，他们认为原子是不可分割的组成物质的最小粒子。这与同时代印度哲学家羯那陀的在他的《胜论经》中表述的观点不谋而合。 他们都讨论了关于气体是否存在的问题。双方都因为缺少实验数据而使得其理论不被承认。亚里士多德在公元前330年表示反对原子论。
老普林尼在他的《博物志》一书中记录了一些早期的物质提纯方法。他尝试着解释这些方法，并对许多矿物的状态进行了精确的观察。

## 中世紀的煉金術

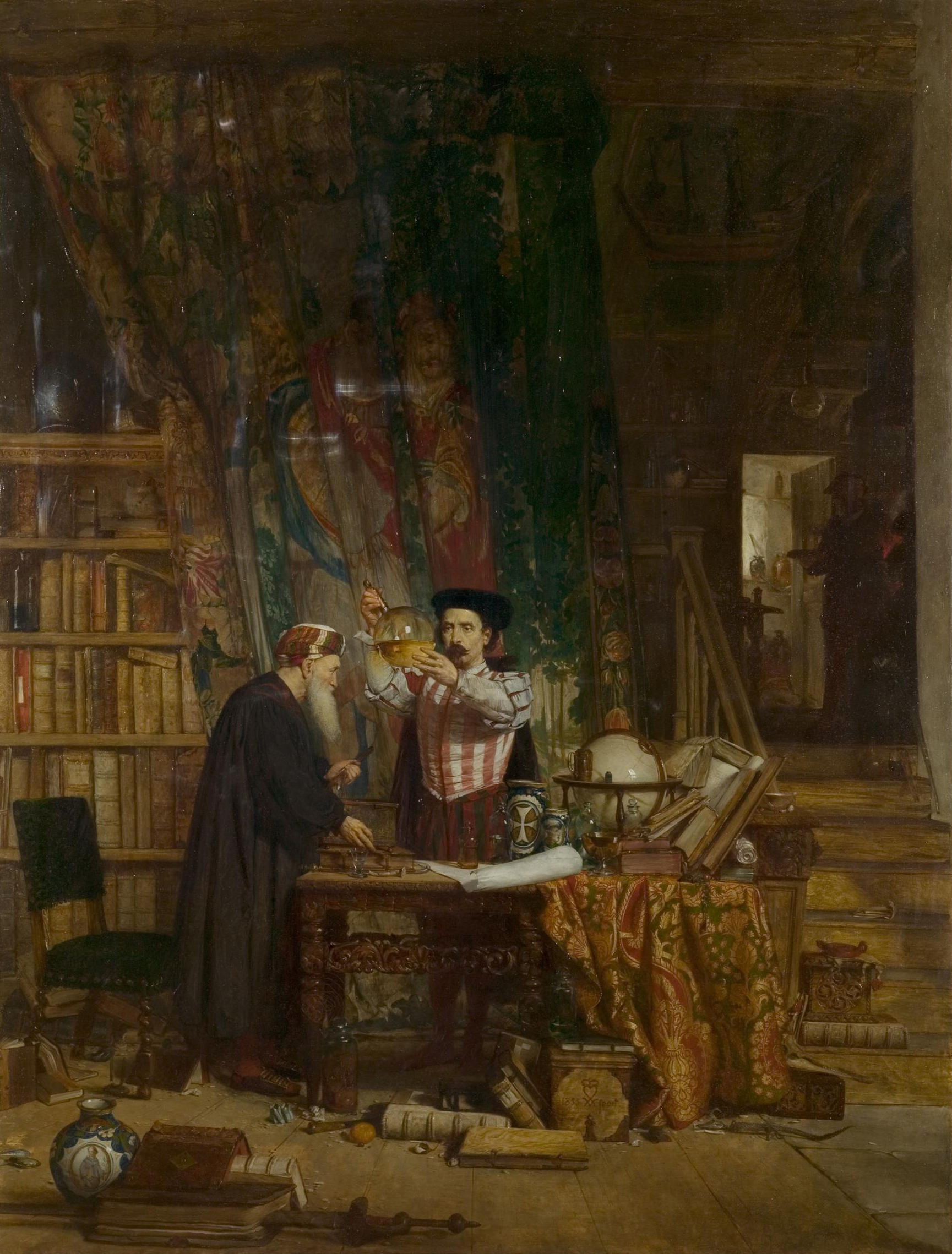
"Renel the Alchemist"威廉·道格拉斯爵士1853年作

### 贤者之石与炼金术的兴起
许多人对将贱金属转换为黄金很感兴趣。能够做到这个的东西被称为贤者之石(Philosopher's stone)。这个导致了炼金术的兴起。世界上许多文化都有炼金术的做法，而这些都经常掺杂着哲学、神秘主义和早期科学的色彩。
炼金术士不仅希望能够将贱金属转换为黄金，更希望通过炼金术能够发展医学，改善人们的健康状况。人们做出圣杯，希望能找到万能药，用以保证长生不老。当然，药和贤者之石都没有找到。需要指出的是，艾萨克·牛顿终身是一个炼金术的信徒。

### 伊斯兰的炼金术
伊斯兰炼金术体现了一种关于本质的哲学，它与古希腊赫耳墨斯的哲学和中国的炼金术，以及关于矿物和金属转变成金的特殊原理都有密切的关系。伊斯兰教历史上，穆斯林学者对炼金术的效能长期争论不休。正统的宗教学者大多反对炼金术，而多数自然学科的学者，尽管他们也不相信一般金属能变成黄金，却接受了炼金术的基本观点。著名的伊斯兰医学家伊本·西那在他的《治疗书》中关于金属构成的学说，便是以炼金术的理论为基础。
穆斯林最早的炼金术者是倭麦亚王子哈立德·伊本·叶基德。8世纪初，炼金术甚为流行，其代表人物是贾比尔·伊本·哈扬。他的著作《七十本书》和《平衡书》，被视为伊斯兰炼金术的基础理论著作，是用阿拉伯文写成的关于炼金术最重要的文献。穆斯林医生兼炼金术拉齐被誉为将炼金术发展为古代化学的奠基人。

## 17至18世紀：早期化学

### 罗伯特·波义耳

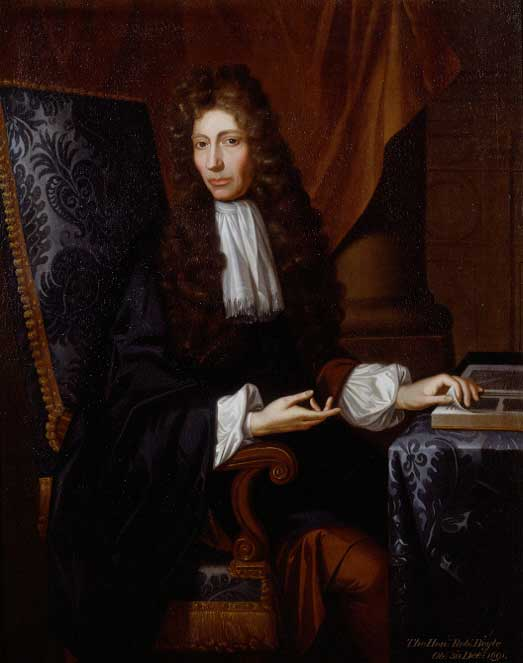
罗伯特·波义耳

罗伯特·波义耳（1627年－1691年）是爱尔兰的自然哲学家，在化学和物理学研究上都有杰出贡献。
1661年波义耳发表了《怀疑派的化学家》，在这部著作中波义耳批判了一直存在的四元素说，认为在科学研究中不应该将组成物质的物质都称为元素，而应该采取类似海尔蒙特的观点，认为不能互相转变和不能还原成更简单的东西为元素，他说：“我说的元素...是指某种原始的、简单的、一点也没有掺杂的物体。元素不能用任何其他物体造成，也不能彼此相互造成。元素是直接合成所谓完全混合物的成份，也是完全混合物最终分解成的要素。”而元素的微粒的不同聚合体导致了性质的不同。由于波义耳在实验与理论两方面都对化学发展有重要贡献，他的工作为近代化学奠定了初步基础，故被认为是近代化学的奠基人。

### 安东万·拉瓦锡

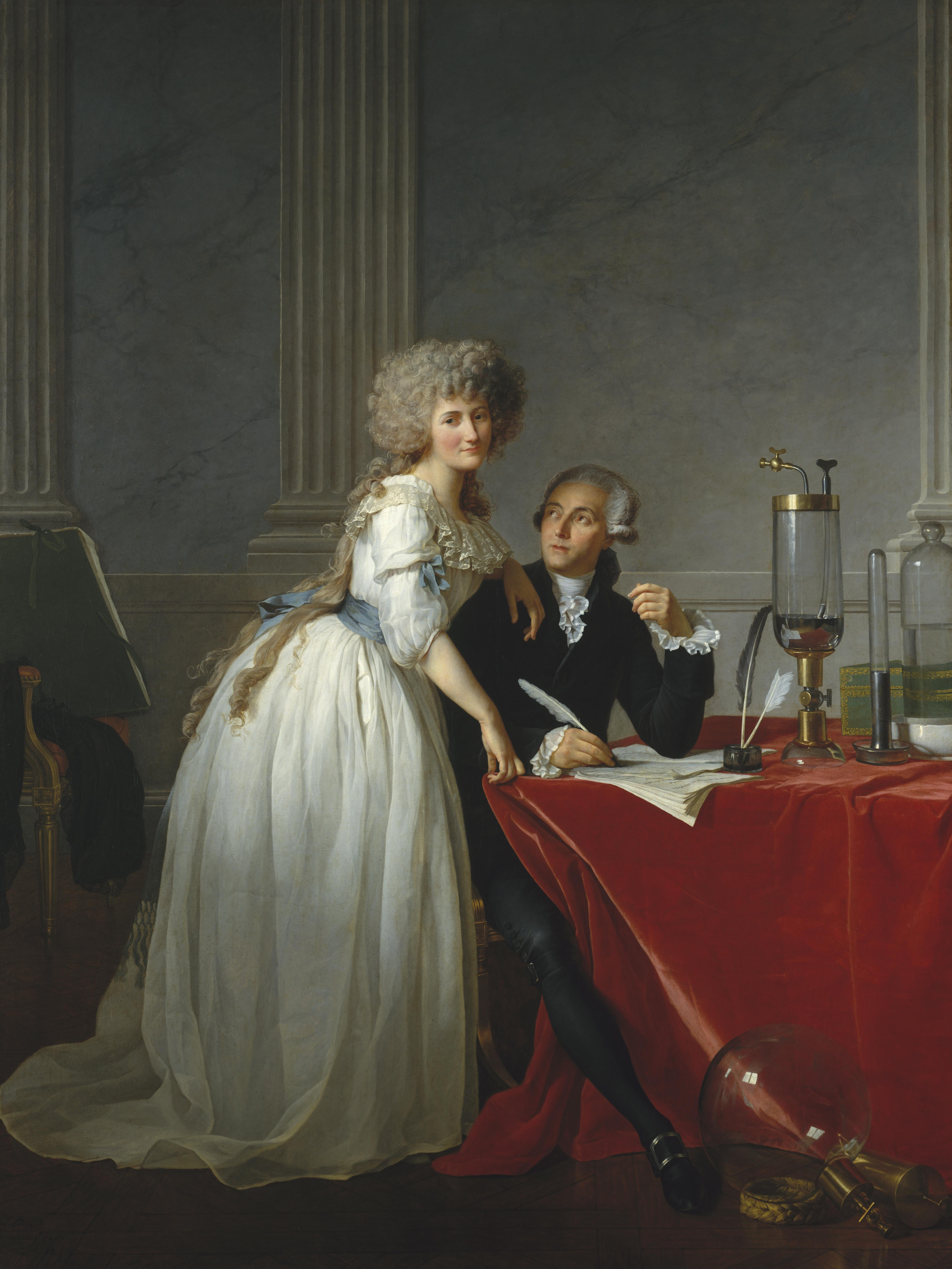
拉瓦锡和他的夫人， 雅克-路易·戴维作

安托万·拉瓦锡（1743年－1794年）是法国的化学家、生物学家及貴族，後世尊稱拉瓦锡為近代化學之父。他給出了氧與氫的命名，:48:229並且預測了矽的存在。他幫助建立了公制。拉瓦锡提出了「元素」的定義，按照這定義，於1789年發表第一個現代化學元素列表，列出33種元素，其中包括光與熱和一些當時被認為是元素的化合物。:636-637拉瓦锡的貢獻促使18世紀的化學更加物理及數學化。他提出规范的化学命名法，撰写了第一部真正現代化学教科书《化學基本論述》（Traité Élémentaire de Chimie）。他倡导并改进定量分析方法并用其验证了质量守恒定律。他創立氧化说以解释燃烧等实验现象，指出动物的呼吸实质上是缓慢氧化。这些划时代贡献使得他成为历史上最伟大的化学家之一。

### 伏打與伏打電堆

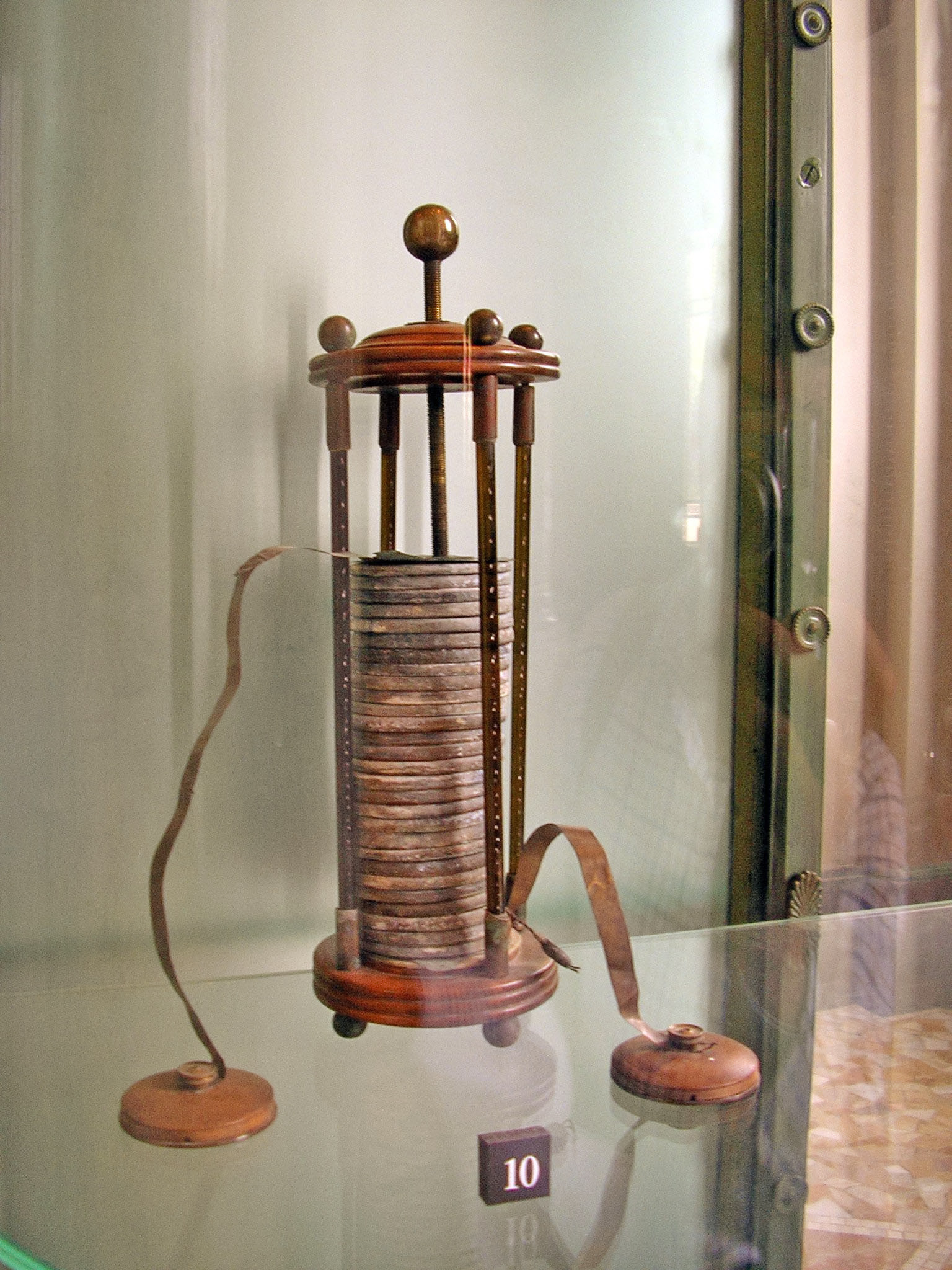
伏打電堆

亞歷山德羅·伏打（1745年－1827年）是意大利物理學家。1775年，他成為科莫皇家學院的物理學教授。第二年，他做科學實驗改良完善了起電盤（electrophorus），這裝置能夠製造靜電荷。
他於1776年至1777年間投身化學，研究大氣電力（atmospheric electricity）以及執行如在封閉的容器中以電力的火花點燃氣體等不同的實驗。1779年，他成為帕維亞大學的物理學教授，並在此擔當教授二十五年之久。他在1800年前已成功發展出可以製造穩定電流，稱為伏打電堆的早期化學電池。
1810年，拿破崙有見他對電力學的貢獻，册封他為伯爵。科莫當地為他建了一間稱作伏打寺的博物館，展示他實驗儀器的原物。

## 19世紀

### 约翰·道尔顿

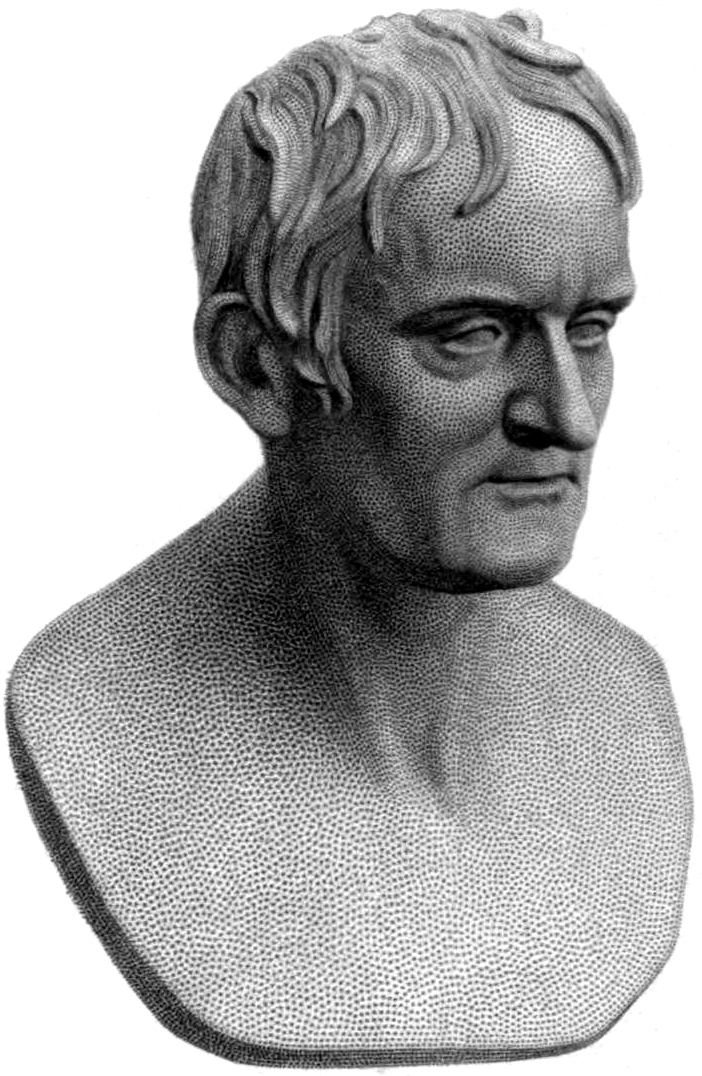
约翰·道尔顿头像

约翰·道尔顿（1766年－1844年）是英国化学家、物理学家。1794年道尔顿被选为曼彻斯特文学和哲学学会会员，这个学会主要讨论神学和英国政治之外的各种问题。1800年道尔顿开始担任学会秘书，随后进行气体的压强研究。他加热相同体积的不同气体，发现温度升高所引起的气体压强变化值与气体种类无关。并且当温度变化相同时，气体压强变化也是相同的。他实际上得到了和后来查理和盖-吕萨克同样的结论，但是他没有继续深究这个问题。
1801年道尔顿将水蒸汽加入干燥空气中，发现混合气体中某组分的压强与其他组分压强无关，且总压强等于两者压强和，即道尔顿分压定律。同年道尔顿最亲密的朋友威廉·亨利发现了难溶于水的气体在水中的溶解数量与压强成正比，即亨利定律。随后亨利也观察到对于混合气体也存在同样关系，只不过压强换成了气体的分压值。道尔顿从这一研究成果得出溶解是纯物理过程的结论。
1803年12月与1804年1月道尔顿在英国皇家学会作关于原子论的演讲，其中全面阐释了他的原子论思想。尽管从现在的观点来看，道尔顿的观点是非常简洁而有力的，但是由于实验证据的缺乏，这一观点直到20世纪初才被广泛接受。

### 永斯·贝采利乌斯

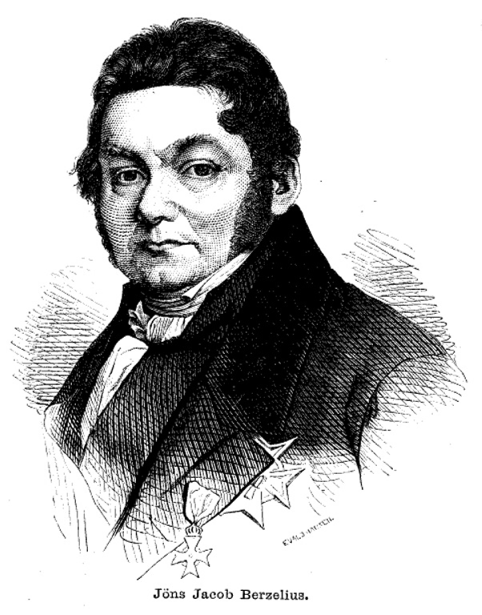
永斯·贝采利乌斯

永斯·贝采利乌斯（1779年－1848年）是瑞典化学家、伯爵，现代化学命名体系的建立者。他首先提出了用化学元素拉丁文名称的开头字母作为化学元素符号，发现了硒、硅、钍、铈等元素，他与约翰·道尔顿、安托万·拉瓦锡一起被认为是现代化学之父。
他在1806年第一个提出了有机化学这一概念，以区别于无机化学。1812年提出“二元论的电化基团学说”，1830年发现同分异构现象。
但是他曾经提出以生命力的存在解释有机物的形成，后来被一系列的有机合成（如维勒的尿素合成）事实证明为错误。

### 门捷列夫的元素周期表

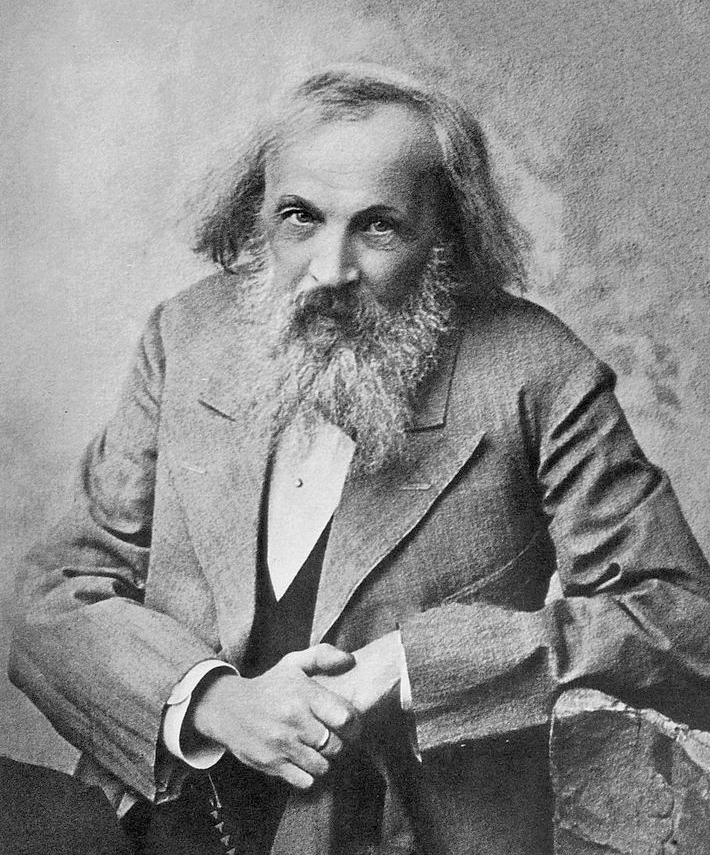
门捷列夫，元素周期表的提出者。

化學元素週期表是根據原子序從小至大排序的化學元素列表。列表大體呈長方形，某些元素週期中留有空格，使特性相近的元素歸在同一族中，如鹵素及惰性氣體。這使週期表中形成元素分區。由於週期表能夠準確地預測各種元素的特性及其之間的關係，因此它在化學及其他科學範疇中被廣泛使用，作為分析化學行為時十分有用的框架。
現代的週期表由德米特里·門捷列夫於1869年創造，用以展現當時已知元素特性的週期性。自此，隨著新元素的探索發現和理論模型的發展，週期表的外觀曾經過改變及擴張。通過這種列表方式，門捷列夫也預測了一些當時未知元素的特性，以填補週期表中的空格。其後發現的新元素的確有相似的特性，使他的預測得到証實。

## 20世紀

### 化学的现代定义
20世纪前，化学被定义为研究物质性质及其转化规律的科学。它与物理存在明显的区别，因为物理学不研究像化学反应一样的剧烈物质变化。与物理学不同的是，化学研究中使用的数学原理并不多。有些人还不太愿意研究化学时使用数学原理。

### 量子力学
量子力学是描写微观物质的一个物理学分支，与相对论一起被认为是现代物理学的两大基本支柱，许多物理学理论和科学，如原子物理学、固体物理学、核物理学和粒子物理学以及其它相关的学科，都是以量子力学为基础。
19世纪末，经典力学和经典电动力学在描述微观系统时的不足越来越明显。量子力学是在20世纪初由马克斯·普朗克、尼尔斯·玻尔、沃纳·海森堡、埃尔温·薛定谔、沃尔夫冈·泡利、路易·德布罗意、马克斯·玻恩、恩里科·费米、保罗·狄拉克、阿尔伯特·爱因斯坦等一大批物理学家共同创立的。通过量子力学的发展，人们对物质的结构以及其相互作用的见解被革命化地改变，同时，许多现象也得以真正地被解释。借助量子力学，以往经典理论无法直接预测的现象，可以被精确地计算出来，并能在之后的实验中得到验证。除通过广义相对论描写的引力外，迄今所有其它物理基本相互作用均可以在量子力学的框架内描写（量子场论）。

### 量子化学
量子化学是应用量子力学的规律和方法来研究化学问题的一门学科。将量子理论应用于原子体系还是分子体系是区分量子物理与量子化学的标准之一。
1927年物理学家沃爾特·海特勒和弗里茨·倫敦将量子力学处理原子结构的方法应用于氢气分子，成功地定量阐释了两个中性原子形成化学键的过程，他们的成功标志着量子力学与化学的交叉学科——量子化学的诞生。
在海特勒和伦敦之后，化学家们也开始应用量子力学理论，并且在两位物理学家对氢气分子研究的基础上建立了三套阐释分子结构的理论。莱纳斯·鲍林在最早的氢分子模型基础上发展了价键理论，并且因为这一理论获得了1954年度的诺贝尔化学奖；1928年，物理化学家罗伯特·S·马利肯提出了最早的分子轨道理论，1931年，埃里希·休克尔（E. Hückel）发展了马利肯的分子轨道理论，并将其应用于对苯分子等共轭体系的处理；汉斯·贝特于1931年提出了配位场理论并将其应用于过渡金属元素在配位场中能级裂分状况的理论研究，后来，配位场理论与分子轨道理论相结合发展出了现代配位场理论。价键理论、分子轨道理论以及配位场理论是量子化学描述分子结构的三大基础理论。早期，由于计算手段非常有限，计算量相对较小，且较为直观的价键理论在量子化学研究领域占据着主导地位，1950年代之后，随着计算机的出现和飞速发展，以及高斯函数的引进，海量计算已经是可以轻松完成的任务，分子轨道理论的优势在这样的背景下凸现出来，逐渐取代了价键理论的位置，目前在化学键理论中占主导地位。

### 分子生物学和生物化学

Diagrammatic representation of some key structural features of DNA

20世纪中期，物理学和化学都达到了前所未有的高度。莱纳斯·鲍林的《化学键的本质》可以用量子力学的理论判断更为复杂的分子的键角。虽然某些量子力学的理论可以定性的解释某些生物大分子的性质，但是直到20世纪末，这些都只是一些实验观察和规律集。
这种探索式的研究，在1953年取得了巨大成功。詹姆斯·沃森和弗朗西斯·克里克由罗莎琳·弗兰克林的X光衍射试验得出的数据而进行的模型建造推测出了DNA的双螺旋结构。 这一发现引起了生物化学领域的爆炸式研究。
同年，米勒-尤列实验证实了蛋白质的基本组成单位，即氨基酸，可以由地球早期的简单无机分子在地球早期环境的条件下产生。虽然，关于生命起源的问题还存在诸多疑点，但是，这是化学家第一次在实验室中，在可控条件下模拟假想的反应过程。
1983年，卡里·穆利斯发明了可以快速扩增DNA的方法，即聚合酶链式反应（PCR）。此项发明使实验室中操控 DNA 的化学过程发生了根本改变。PCR 可用于合成特定的DNA片段，也使得DNA测序成为可能。后者在人类基因组计划（HGP）中有重要应用。
关于DNA的复制机制，有一由莱纳斯·鲍林的学生所做的实验（Meselson-Stahl实验）。此实验用同位素标记法标记DNA中的氮原子，由于氮原子不同核素的重量不同，用离心技术就可分离含有不同氮原子的DNA分子，从而达到了跟踪DNA复制过程的目的。此实验被称为“生物学中最美的实验”。

## 化學工業
19世纪末，从石油生产出的化工产品，取代了从前的鱼油、煤焦油等原料。石油化工产生了汽油、煤油、有机溶剂、石蜡等常见化工产品。合成纤维、塑料、油漆、洗涤剂、西药、各种胶粘剂、化肥等等，都依赖于现代化工产业。
20世纪中期，由于高纯度的单晶硅及单晶锗的制得，半导体材料应运而生。1951年，三极管的制得使得大规模集成电路以及计算机成为了可能。

### 偉大的化学家
按年代排序：
- 约瑟夫·布莱克, 1728-1799
- 约瑟夫·普里斯特利, 1733-1804
- 卡尔·威廉·舍勒, 1742-1786
- 拉瓦锡，1743-1794
- 亚历山德罗·伏打, 1745-1827
- 雅克·查理（Jacques Charles）, 1746-1823
- 克劳德·贝托莱, 1748-1822
- 约瑟夫-路易·盖-吕萨克, 1778-1850
- 汉弗莱·戴维, 1778-1829
- 永斯·贝采利乌斯, 1779-1848
- 尤斯图斯·冯·李比希, 1803-1873
- 路易·巴斯德, 1822-1895
- 斯坦尼斯劳·坎尼扎罗, 1826-1910
- 弗里德里希·奥古斯特·凯库勒·冯·斯特拉多尼茨（凯库勒）, 1829-1896
- 约西亚·吉布斯, 1839-1903
- 范特霍夫, 1852-1911
- 玛丽·居里, 1867-1934
- 维克多·格林尼亚, 1871-1935
- 吉尔伯特·牛顿·路易斯, 1875-1946
- 莱纳斯·鲍林, 1901-1994
- 罗伯特·伯恩斯·伍德沃德，1917-1979
- 威廉·巴里·詹森
- 埃里克·斯凯里
- 恩斯特·洪伯格
- 马修·缪尔
- 温德尔·拉迪摩